# 로이 파스칼
로이 파스칼(Roy Pascal, 1904년 2월 28일 ∼ 1980년 8월 24일)은 잉글랜드의 독일문학학자이다.

## 생애
1929년에 케임브리지 펨브록(Pembroke)대학의 펠로(연구원)로 선발되었다. 1934년과 1936년 사이 독일에서 대학 강사를 맡다가, 1939년 펠로로서 펨브록에 돌아왔다. 이때 버밍엄대학에 독일어 교수로 임명되어 1969년까지 근 30년 동안 재직했고, 펨브록 단과대학에서 독일어를 가르쳤다. 그는 또한 바로크 문학과 종교 개혁에 관한 강의를 했는데, 전자는 당시 영국 대학에서 거의 소개되지 않은 주제였다. 마르틴 루터에 관한 강의는 그의 첫 번째 저서인 ≪루터와 그의 시대 : 독일 종교 개혁의 사회 기반(The Social Basis of the German Reformation: Luther and his Times)≫(1933)의 기초가 되었다. 마르크스주의자로서의 시도였던 이 저서는 독일 문학을 사회적·문화적 맥락과 연결하고자 하는 노력의 결과였다. 케임브리지로 돌아온 파스칼은 노동당에 가입했는데, 독일에서의 체류와 연구 경험 덕분에 1920년대와 1930년대 초반의 독일 좌파 문학에서 큰 영향을 받았을 것으로 보인다.
파스칼은 계속해서 독일에서 극우의 출현에 항의했다. 1934년에 발간된 그의 책 ≪나치 독재(The Nazi Dictatorship)≫는 히틀러 정권에 대한 비판을 약술했다. 그는 또한 카를 마르크스의 초기 저서에 이끌려 1938년에 그의 ≪독일 이데올로기≫를 번역했는데, 그 저서가 독일 역사와 문화와 맞물려 아주 유용하다는 것을 간파했다. 제2차 세계 대전 중 그리고 그 직후 파스칼은 독일 민족주의의 기원을 연구하고 수많은 역사서, 특히 ≪근대 독일의 성장(The Growth of Modern Germany)≫(1946)과 ≪1848년 독일 혁명(The German Revolution of 1848)≫(1948)을 펴냈다.
나치 독일의 몰락 후, 그는 문학적 주제에 더 집중했다. 1953년 ≪독일의 질풍노도(The German Sturm und Drang)≫가, 3년 후 ≪독일 소설(The German Novel)≫, 1960년에 ≪자서전에서 디자인과 진리(Design and Truth in Autobiography)≫가 뒤이어 출판되었다. 또한 그는 ≪자연주의에서 표현주의까지(From Naturalism to Expressionism)≫(1973), ≪이중의 목소리(The Dual Voice)≫(1977), ≪카프카의 서술자들(Kafka’s Narrators)≫(1982, 사후 발행)을 저술했다. 1960년대 후반까지, 독일 대학에서 유학한 새로운 세대의 학생들은 신좌파의 급진적인 정치학, 적어도 표면적으로 ‘마르크스주의’ 이념을 신봉했는데, 이들에 의해 버밍엄대학에서 학과장을 지낸 파스칼은 권위주의자이자 엘리트 계층으로서 공격을 받았다. 파스칼은 1969년에 조기 퇴직을 하고 의장직에서 사임했다. 직후에 캐나다의 맥매스터대학(McMaster University)에서 초빙 교수로 1년을 보냈다.
파스칼은 1965년 괴테 메달을, 4년 후에 셰익스피어 상을 수상했다. 또한 1969년에는 그의 예순다섯 번째 생일 기념 논문집인 ≪독일 언어와 문화, 사회에 대한 에세이≫를 헌정받았다. 1970년 영국 아카데미(British Academy)의 펠로로 선출되었고, 1974년 버밍엄대학에서 법학 명예박사 학위를 수여받았으며, 1977년에는 워위크대학(University of Warwick)에서 명예 문학 박사(DLitt)를 수여받았다. 1977년 런던대학의 독일 연구소인 비텔 기념 강의(Bithell Memorial Lecture)의 초청을 받았다. 건강이 좋지 않아 직접 참여하지 못했으나 ≪브레히트의 걱정(Brecht’s Misgivings)≫이 이 연구소에서 출판되었다.
마틴 스웰스(Martin Swales)는 옥스퍼드 백과사전에서 “파스칼은 태반의 교수들에게 찬탄을 받고 사랑받았다”고 썼으며, 서비오토(A.V. Subiotto)는 “로이 파스칼은 반세기에 걸쳐 여러 분야를 아우르는 연구서를 발간했는데, 그의 저서들은 금세기가 배출한 가장 저명한 독문학자로서의 증거로 보기에 손색이 없다”고 요약했다.